# Kernreaktionsrate
Die Kernreaktionsrate oder kurz Reaktionsrate (englisch Reaction rate), vereinzelt auch Stoßrate, ist eine physikalische Größe für Kernreaktionen. Sie ist der Quotient aus der Anzahl der Reaktionen (meist eines bestimmten Typs), die sich in dem Raumbereich abspielen und der Zeitspanne, in der sie gezählt werden.

## Einführung
Eine einzelne Kernreaktion spielt sich auf sehr eng begrenztem Raum ab. Daraus folgt, dass alle Arten von Kernreaktionen völlig unabhängig voneinander gezählt werden können. Das gilt für unterschiedliche Typen einer Kernreaktion, wie zum Beispiel einer elastischen oder inelastischen Neutronenstreuung, den Einfang eines Neutrons durch einen Atomkern oder die Spaltung eines Atomkerns, ausgelöst von einem Neutron. Das gilt für Teilchen wie Neutron, Proton, α-Teilchen, aber auch höherenergetische Photonen, etwa Photonen der Gammastrahlung. Und das gilt für Reaktionen mit jedem der gegenwärtig 3436 bekannten Nuklide (Stand März 2017), die in der reaktorphysikalischen Praxis auf einige Hundert relevante Nuklide beschränkt sind.
Vom Standpunkt der Didaktik, also dem „Weg“, sich gedanklich Schritt für Schritt der Begriffswelt zum Beispiel der Reaktorphysik zu nähern, sind die Größen Kernreaktionsrate und die aus ihr abgeleitete Reaktionsratendichte hilfreich zum Verständnis weiterer Größen wie des Makroskopischen Wirkungsquerschnitts und des Neutronentransports.

## Definition
Die Kernreaktionsrate {\displaystyle R} eines Reaktionstyps wird definiert als
{\displaystyle R={\frac {\text{Anzahl der Kernreaktionen}}{\text{Zeitintervall}}}}.
Mit Zeitintervall ist das Zeitintervall gemeint, in dem die Anzahl der Kernreaktionen eines Typs gezählt worden ist. Die übliche Maßeinheit der Kernreaktionsrate ist s−1, in Worten: Anzahl der Kernreaktionen pro Sekunde.
Die Kernreaktionsrate ist eine extensive Größe. Sie hängt von der Größe des betrachteten Raumbereichs ab und kann auch von der Gestalt abhängen. Aus ihr kann die intensive Größe Kernreaktionsratendichte (s. u.) berechnet werden.
Kernreaktionsraten können gemessen oder aus anderen Größen, in der Regel aus einer schon zuvor berechneten Kernreaktionsratendichte und dem Volumen des Raumbereichs, berechnet werden. Ihre Messung spielt eine untergeordnete Rolle. Bedeutung besitzt sie für die Teilchenbilanz innerhalb der Neutronendiffusionstheorie.

## Unabhängige Variable, Diskretisierung, Mittelwert
Die beiden Partner einer Kernreaktion, Geschossteilchen und Atomkern, sind in der Regel im Raum inhomogen verteilt. Die Kernreaktionsrate kann folglich von Ort zu Ort unterschiedlich sein (bei gleichem Volumen und gleicher „Gestalt“ des betrachteten Raumbereichs). Die Kernreaktionsrate hängt auch von der kinetischen Energie {\displaystyle E} der beiden Reaktionspartner ab. Außerdem wird sie sich mit der Zeit {\displaystyle t} ändern. Diese Abhängigkeiten werden als unabhängige Variable hinter das Symbol geschrieben,
{\displaystyle R=R({\vec {r}},E,t)}.
Der Vektor {\displaystyle {\vec {r}}} ist der Ortsvektor, mit dem die Lage des Raumbereichs in einem Koordinatensystem festgelegt wird. Die Größe besitzt folglich fünf unabhängige Variable. 
Größe und Form des Raumbereichs können je nach Zielstellung unterschiedlich sein. Was die unabhängige Variable Ort betrifft, sind der räumlichen „Auflösung“ des originalen Raumbereichs in kleinere Raumbereiche durch Diskretisierung praktische Grenzen gesetzt. Um einen „Anhaltspunkt“ zu haben, denke man bei der Diskretisierung an Würfel, je mit einem Zentimeter Kantenlänge, als unteren Grenzwert für die räumliche Diskretisierung. Bei Kernreaktoren werden Kernreaktionen im Energieintervall (10−4 – 2·107) eV der Geschossteilchen Neutronen erfasst. Die energetische Auflösung reicht vom gesamten Intervall bis zu einigen hundert Unterteilungen („Gruppen“). Für die Anzahl der Intervalle der Zeitvariablen Richtwerte zu geben, ist problematisch. Im Fall eines Kernreaktors im quasistationären Zustand zum Beispiel darf der Zeitschritt 5 Tage oder länger sein, bei einer Kernwaffenexplosion jedoch nur Nanosekunden.
Wird die Größe Kernreaktionsrate berechnet, so wird eine solche Diskretisierung der unabhängigen Variablen vor dieser Berechnung festgelegt. Wird eine Kernreaktionsrate berechnet oder gemessen, so handelt es sich stets um einen Mittelwert über einen Raumbereich, ein Energieintervall und einen Zeitschritt.

## Beispiel
Eine Kernreaktionsrate zu berechnen, kann in Spezialfällen recht einfach sein. So lässt sich die Kernreaktionsrate der Spaltreaktion allein aus der thermischen Leistung eines Kernreaktors und der durch den Spaltakt einer Reaktion freigesetzten Energie berechnen. Die Größe thermische Leistung {\displaystyle L} ist für einen Kernreaktor bekannt und ergibt sich aus der Größengleichung
{\displaystyle L=e\cdot R},
wobei {\displaystyle R} die Kernreaktionsrate, {\displaystyle e} die bei einer Kernspaltung freigesetzte Energie symbolisieren. Aus der nach der Kernreaktionsrate umgestellten Gleichung
{\displaystyle R={\frac {L}{e}}}
können wir diese berechnen. 
Die thermische Leistung des Kernkraftwerks Emsland beträgt 3850 MW. Man kann davon ausgehen, dass durch eine Kernspaltung im Mittel eine Energie von 200 MeV freigesetzt wird,
{\displaystyle e=200\,{\frac {\mathrm {MeV} }{\text{Spaltung}}}}.
Die Einheit {\displaystyle \mathrm {eV} } können wir in die Einheit {\displaystyle \mathrm {Ws} } umrechnen: 
{\displaystyle 1\,\mathrm {eV} =1{,}6022\cdot 10^{-19}\,\mathrm {Ws} \ }.
Daraus ergibt sich die Reaktionsrate für die Kernspaltungsreaktion zu
{\displaystyle R={\frac {3{,}850\cdot 10^{9}\,\mathrm {W} \cdot {\text{Spaltungen}}}{2\cdot 10^{8}\cdot 1{,}6022\cdot 10^{-19}\,\mathrm {Ws} }}=1{,}20\cdot 10^{20}\,{\frac {\text{Spaltungen}}{\mathrm {s} }}}
In Worten: In dem Leistungsgreaktor werden in jeder Sekunde {\displaystyle 1{,}2\cdot 10^{20}} Brennstoffkerne (235U oder 239Pu) gespalten. 
Der Beitrag anderer Kernreaktionen zur thermischen Leistung des Reaktors ist vergleichsweise gering, wird aber bei einer genaueren Berechnung der Energiebilanz berücksichtigt.

## Kernreaktionsratendichte
Mit der Größe Kernreaktionsrate {\displaystyle R} definieren wir die Kernreaktionsratendichte {\displaystyle r} als Quotient aus Kernreaktionsrate und Volumen {\displaystyle V} unseres Raumbereichs,
{\displaystyle r={\frac {R}{V}}}.
Die Kernreaktionsratendichte gehört zu den grundlegenden Größen, zum Beispiel der Reaktorphysik und Kerntechnik. In der Kosmologie spielt die Größe eine Rolle, zum Beispiel bei der primordialen Nukleosynthese.

### Kernreaktionsratendichte und Wirkungsquerschnitt
Nehmen wir an, einen Raumbereich teilen sich (ruhende) Atomkerne (einer Sorte) und (bewegte) Teilchen (ebenfalls einer Sorte). Es sollen bekannt sein:
- Die Anzahldichte {\displaystyle N={\frac {\text{Anzahl der Atomkerne}}{V}}} der Atomkerne,
- die Anzahldichte {\displaystyle n={\frac {\text{Anzahl der Teilchen}}{V}}} der Teilchen und
- die Geschwindigkeit {\displaystyle v} der Teilchen in diesem Raumbereich.[6]

Wir können je nach Zielstellung und ohne Einschränkung der Allgemeinheit diesen Raumbereich immer so groß oder klein wählen, dass wir sowohl die Anzahldichte der Atomkerne als auch die der Teilchen als konstant annehmen können.
Es ist plausibel, dass die Stoßhäufigkeit sowohl mit der Anzahldichte der Atomkerne als auch mit der Anzahldichte der Teilchen zunimmt, und dass ein Teilchen, das schneller unterwegs ist, mehr Atomkerne, also potentielle Stoßpartner, trifft als ein langsameres.
Daher besteht ein direkter Zusammenhang zwischen {\displaystyle N}, {\displaystyle n} und {\displaystyle v}. Das Experiment zeigt, dass dieser Zusammenhang linear ist:
{\displaystyle r\propto N\cdot n\cdot v}.
Der Wirkungsquerschnitt eines Typs einer Kernreaktion wird als der Proportionalitätsfaktor definiert, als Quotient der Kernreaktionsratendichte und der anderen drei Größen:
{\displaystyle \sigma ={\frac {r}{N\cdot n\cdot v}}}.
Die Größengleichung für die Kernreaktionsratendichte {\displaystyle r} ist daher 
{\displaystyle r=\sigma \cdot N\cdot n\cdot v}.

### Unabhängige VariableEnergie

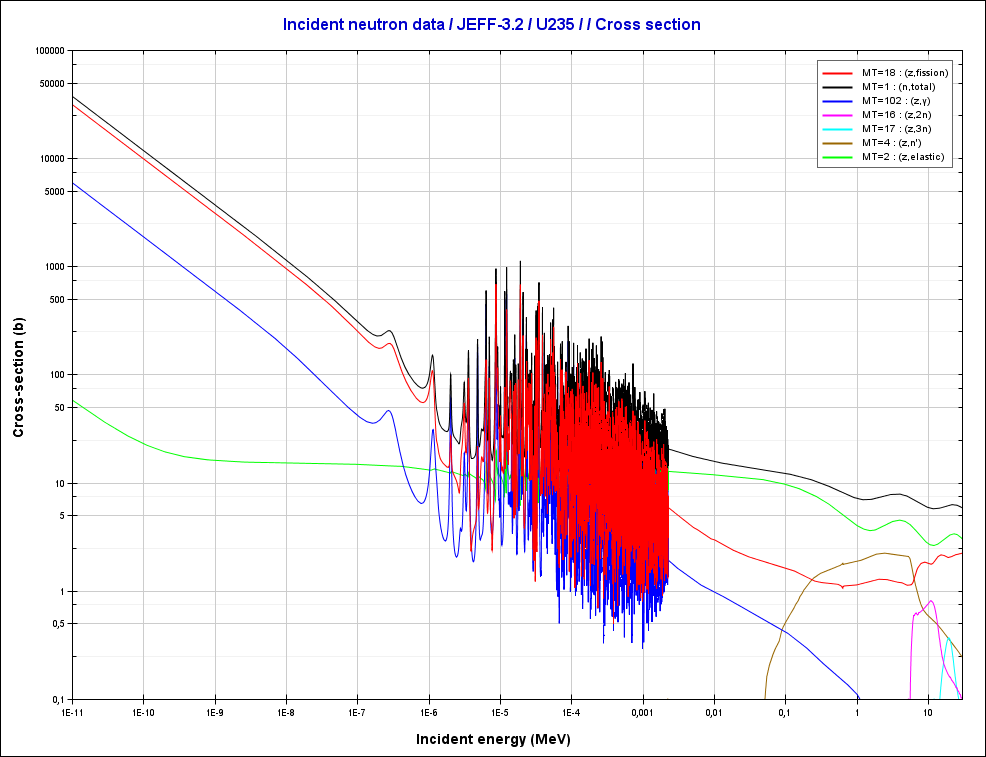
Wirkungsquerschnitte für 6 Kernreaktionen von Neutron und Atomkern ^{235}U und ihre Summe als Funktion der kinetischen Energie der Neutronen. In der Legende steht hier teilweise z statt des üblichen Symbols n für Neutron (Datenquelle: JEFF, graphische Darstellung: Kerndatenbetrachter JANIS 4)

Der Wirkungsquerschnitt für einen Paartyp (Atomkern, Teilchen) hängt sehr stark von der (relativen) Geschwindigkeit {\displaystyle v} der beiden Stoßpartner ab. Das wird durch
{\displaystyle \sigma =\sigma (E)}
symbolisiert; der Zusammenhang zwischen Geschwindigkeit {\displaystyle v}, Masse {\displaystyle m} und kinetischer Energie {\displaystyle E}
ist bei den hier interessierenden (nicht relativistischen) Geschwindigkeiten 
{\displaystyle E={\frac {1}{2}}\ m\ v^{2}}.
Der Wirkungsquerschnitt kann sich zum Beispiel für Neutronen im Energieintervall (10−11 bis 20) MeV um Größenordnungen unterscheiden. Er hängt bei ein und demselben Geschossteilchen stark von dem Typ der Kernreaktion ab. Die Abbildung zeigt die  Wirkungsquerschnitte der sechs in diesem Energieintervall dominierenden Typen von Kernreaktionen von Neutron und Atomkern 235U und die Summe dieser Wirkungsquerschnitte. Der Wirkungsquerschnitt der elastischen Streuung ändert sich weniger stark mit der Neutronenenergie („Incident energy“) als andere Wirkungsquerschnitte.
Mit Ausnahme von Photonen als Geschossteilchen kann kein Wirkungsquerschnitt in einer von den Reaktorphysikern und Kerntechnikern geforderten Genauigkeit berechnet werden, etwa, um einen Kernreaktor zu „konstruieren“. Die Messung der Wirkungsquerschnitte für Neutronen im genannten Energieintervall begann in der zweiten Hälfte des 20. Jahrhunderts und ist noch nicht abgeschlossen.

### Kernreaktionsratendichte und Makroskopischer Wirkungsquerschnitt
Der Wirkungsquerschnitt der Kernreaktion {\displaystyle \sigma } und die Anzahldichte der Atomkerne {\displaystyle N} sind Eigenschaften der Materie allein und hängen nicht von Eigenschaften der Geschossteilchen oder ihren Geschwindigkeiten ab. Deshalb ist es naheliegend, ihr Produkt zu einer neuen physikalischen Größe zusammenzufassen,
{\displaystyle \Sigma =\sigma \cdot N}.
Diese Größe wird in der Reaktorphysik Makroskopischer Wirkungsquerschnitt genannt.
Andererseits hängen die beiden anderen Größen, die Teilchendichte {\displaystyle n} und die Geschwindigkeit {\displaystyle v} der Teilchen, nicht von Eigenschaften der Materie im betrachteten Raumbereich ab. Sie werden zu einer Größe zusammengefasst, die in der Reaktorphysik, also mit Neutronen als Geschossteilchen, den Namen Neutronenfluss erhalten hat,
{\displaystyle \Phi =n\cdot v}.
Die Kernreaktionsratendichte {\displaystyle r} erhält damit ihre endgültige Gestalt
{\displaystyle r=\Sigma \cdot \Phi }.

### Kernreaktionsratendichte und Neutronenfluss
Von den zuvor eingeführten Größen ist die Größe Neutronenfluss diejenige, deren Berechnung für einen Kernreaktor den höchsten Rechenaufwand erfordert. Vereinfacht dargestellt, wird der Neutronenfluss in folgenden Schritten ermittelt:
- Bei Neustart des Reaktors zum Beispiel kennt man aus den Konstruktionsunterlagen die Geometrie aller Bauteile und die Räume, die sie einnehmen. Außerdem kennt man die Materialien, aus denen die Bauteile bestehen und die genaue Materialzusammensetzung. Nun überzieht man (im Prinzip) den gesamten Reaktorkern mit einem Diskretisierungsgitter und schafft damit „Gitterboxen“. Aus den Massendichten der Materialien kann man die Anzahldichten aller Atomkerne in jeder Gitterboxe berechnen. Das gilt auch für „Hohlräume“, die erst im Betrieb z. B. mit Wasser gefüllt werden.
- Man entnimmt umfangreichen Datenbanken die Wirkungsquerschnitte {\displaystyle \sigma (E)} für jedes einzelne Nuklid. Dabei ist die unabhängige Variable Energie meist schon in Intervalle („Gruppen“) unterteilt. Das können, je nach Aufgabenstellung, Millionen von Einzeldaten sein.
- Für jede einzelne Gitterbox werden daraus die makroskopischen Wirkungsquerschnitte berechnet.
- Für jede Gitterbox wird eine Bilanz der Kernreaktionsrate entsprechend ihrer Größe unter Berücksichtigung von Neutronengewinn und -verlust innerhalb der Box und durch Leckage (englisch Leakage) zu Nachbarboxen oder durch die äußere Begrenzung des Reaktors aufgestellt.
- Der zunächst noch unbekannte Neutronenfluss der Gitterbox ist ein Parameter innerhalb dieser Bilanz.
- Aus einem (im einfachsten Fall) linearen Gleichungssystem, in dessen Koeffizientenmatrix die Materialdaten eingehen, den Neutronendiffusionsgleichungen, kann nun der Neutronenfluss jeder Gitterbox berechnet werden. Bei einer „feinen“ Unterteilung in Gitterboxen können das mehrere Millionen unbekannte Neutronenflusswerte sein. Neutronendiffusionsprogramme gehören zum „Handwerkszeug“ jeder Arbeitsgruppe Reaktorphysik und jeder analogen Arbeitsgruppe eines Kernkraftwerks.

Liegt der Neutronenfluss für jede Gitterbox vor, kann letztendlich für jede Gitterbox die Kernreaktionsrate und die Kernreaktionsratendichte für jedes Reaktionspaar (Nuklid, Teilchen) und jede Energie(gruppe) berechnet werden. Solche Neutronenflussberechnungen lasteten die Großrechner zum Beispiel in den USA in den Jahren von 1950 bis 1980 zu einem großen Prozentsatz aus.

## Verwandte Größen
Die rangoberste Größe in der Familie der „Kernreaktionsgrößen“ der Reaktortheorie ist die Anzahl der Kernreaktionen, gefolgt von den gleichrangigen Größen Kernreaktionsrate und Kernreaktionsdichte. In der nächsten „Verfeinerung“ kommen wir zur oben ebenfalls definierten Größe Kernreaktionsratendichte. Auf die Größe der nächsten und letzten Stufe soll hier nicht näher eingegangen werden. Sie unterscheidet einige wenige Kernreaktionen (z. B. die elastische Streuung) nach der Flugrichtung, z. B. nach der Flugrichtung der Neutronen, die die Kernreaktion ausgelöst haben. Hier kommt dann auch der differentielle Wirkungsquerschnitt ins Spiel.